# 第二次利比亞內戰
第二次利比亞内戰起源於利比亞境內兩個對立政權之間的武裝衝突：一方為當時受國際承認的世俗政府（托布魯克政府），由民選的國民代表大会與哈福特將軍發動的「尊嚴」行動所支持；另一方為“伊斯蘭政府”（的黎波里政府），由大国民议会與參與「利比亚黎明」行動的宗教武裝聯軍所支持。雙方陣營都是包含許多立場不定的民兵組織所組成鬆散的军事同盟。2014年10月起，第三支勢力伊斯蘭國通過占領德爾納從而加入戰爭。2016年初，受國際承認的「民族團結政府」成立，成為內戰中另一新勢力。埃及军队与阿拉伯联盟也通过空袭利比亚的“利比亚黎明”行动和伊斯兰国来干涉內戰。卡塔尔與土耳其则资助“利比亚黎明”行动。

## 背景

### 对利比亚国民议会的不满
2014年年初，利比亞的政權由利比亚国民议会管轄。國民議會在一年半前由全國大選產生，並在2012年8月與利比亞全國過渡委員會交接，成為利比亞的最高權力機構。尽管伊斯兰主义政黨公正與建設黨（JCP）没能获得多数选票，可是在2013年6月努里·阿布·赛赫民当选为利比亚国民议会主席后，伊斯兰主义者便占有主导地位。之后国民议会因以下一連串的爭議引發不满：虽然赛赫民否认，但他仍被认为与穆斯林兄弟会有联系；並被指控利用政府預算資助一些宗教武裝團體，並允許他們進行綁架與暗殺；赛赫民被指控利用自己的职务干涉国民议会的议程，为伊斯兰主义者谋取利益，包括将不利的讨论與調查移出议程；2013年11月，国民议会投票实行伊斯兰教法，并設立一个特别委员会来审查所有现行法律，以保障它们都遵守伊斯兰教法；在利比亞的大學實施性別隔離，並強制帶頭巾；當任期在2014年1月屆滿時，拒絕舉行新的大選，直到哈福特對此發動軍事行動為止。

#### 与宗教武装組織间的关系
国民议会被认为利用政府资金援助宗教武装，並且包庇他們。据称，特別受到资助的是赛赫民自己建立的“利比亚革命空间”。赛赫民也一直被一些人認為與穆斯林兄弟會關係特別密切，儘管他個人否認。
国民议会还被它的对手指控縱容宗教武装的发展，允许宗教武装进行暗杀与绑架。在班加西值得注意的是 “伊斯兰教法虔信者”，该组织涉嫌参与2012年9月对美国驻利比亚大使的暗杀。（参见：2012年班加西攻擊事件）
2013年到2014年被认为与宗教武装有关的主要事件，包括2013年10月对总理阿里·扎伊丹的绑架与2014年1月对埃及外交官的绑架，两起事件均有“利比亚革命空间”的参与。2013年10月，在总理被绑架之后，赛赫民利用自己的职权改变国民议会议程来阻止一项关于废除“利比亚革命空间”的投票。同时，他取消了一项关于组建一个委员会调查拨给“利比亚革命空间”與其它宗教武装9亿利比亚第纳尔（约合7.2亿美元）的去向。“利比亚革命空间”虽在这次事件中被国民议会削减职权，但被允许继续运作且无人被起诉。对阿里·扎伊丹的绑架被认为是一场由国民议会温和派成员支持的政变。（参见：2013年利比亚未遂政變）
雖然自由派與中間派在國民議會當中是多數，2014年5月他們遊說了一項法律，將禁止幾乎所有參與過卡扎菲政府的人員擔任公職。武裝民兵並衝入政府部門，要求該項法律通過。該法律將使得伊斯蘭主義者獲得更大的權力，清除他們的關鍵對手（那些曾在卡扎菲統治後期服務的溫和派和技術官僚）。到了12月，國民議會認可伊斯蘭教法，並投票延長自己的任期。

#### 在沒有大選的情況下自行擴權
利比亞國民議會並沒有在任期結束的2014年1月下台，而是在2013年12月單方面投票，將自身的權力展延至少一年，引起了廣泛的不安和抗議。在東部城市沙萨特，當地以及許多來自贝达和苏塞的抗議者們，舉行了大規模反對國民議會延期的示威，並要求國會總辭，將權力和平地過渡到合法機構。他們也抗議國家缺乏安全，指責國民議會沒能建立軍隊和警察。
其他拒絕此項授權的利比亞人，則在的黎波里的烈士廣場和班加西的提貝斯提酒店外進行抗議，呼籲凍結政黨和重啟國安系統。
2014年2月14日，哈福特將軍下令解散國民議會，並呼籲組成看守政府委員會以監督新的大選。但他的行動對國民議會沒有造成多大影響，被稱為是"未遂政變"。哈福特本人則被貼上"具野心的獨裁者"的標籤。國民議會一如往常繼續運作，也沒有逮捕任何人。但兩個月後的5月16日，哈福特便發動了代號「尊嚴」的軍事行動。

### 利比亚民兵问题
在2011年利比亚内战后，利比亚出现多达200个民兵组织。这些组织掌握着当地的实际控制权，并自认为是“革命守护者”。它们之间也经常互相火併。尽管利比亚政府曾尝试强行收编，但它们的火并仍一直到2014年内战爆发为止。
在2012年9月，一支民兵组织甚至袭击了美国驻利比亚大使馆，并造成美国大使与其他3人死亡。此事件发生后，一些人在班加西举行游行，要求当局尽快收编民兵组织，在全国组建统一的警察与军人队伍。游行期间，一些示威者冲入一座民兵组织兵营。使得至少3人死亡30人受伤，利比亚国民议会也决定解散非法民兵组织。

## 双方军力

### 宗教武装
伊斯蘭勢力利比亞黎明被形容為一「不安定的聯盟」，包括在90年代對抗卡扎菲的前蓋達組織聖戰士、柏柏人民兵、利比亞穆斯林兄弟會的成員以及來自米蘇拉塔的“保守商人網絡”等組織，構成「利比亞黎明」聯盟的主體。這些宗教武装被位於托布魯克的国民代表大会称为“恐怖分子”。
在利比亞東部，宗教武裝聯合組成“班加西革命者协商会议”，参加的包括：
- “伊斯兰教法虔信者”
- 利比亚之盾第一旅
- 2月17日烈士旅
- 拉法拉·塞哈蒂旅

在利比亞西部，最大的宗教武裝是米蘇拉塔人为主的“利比亞之盾中部旅”，以及“利比亞革命空間”。另外两個较小的組織，分别是“伊格尼瓦·奇克利”和“馬努斯伊姆之狮”。
扎維耶與其相關的部隊也已經在西部地區發動行動支持「利比亞黎明」的聯盟。扎維耶部族參戰的動機被認為與宗教無關，主因是與沃什法纳部族的衝突，其次是反對津坦旅和哈福特將軍。另外他們可能包括了利比亚国民军陸軍中的一部分。扎维耶部族在2014年8月时是屬於「利比亞黎明」聯盟。但在2014年6月，有至少一支扎维耶部族的部隊出现在哈福德将军的一方。11月有消息指称扎维耶部族公开脱离「利比亞黎明」。扎维耶民兵過去一直對沃什法纳部族發動猛烈攻擊，而在目前的內戰中，沃什法纳部族一直是强烈反对「利比亞黎明」與「蓋達組織」等宗教武装。扎维耶部族自2011年起就与邻近的沃什法纳部族发生长期的部落衝突。
“利比亚之盾旅”大部分分支也支持宗教武装，依照地理位置可分成“利比亞之盾西部旅”、“利比亞之盾中部旅”和“利比亞之盾東部旅”。早在2012年，一些觀察家認為“利比亞之盾旅”的成員與“蓋達組織”有關。“利比亞之盾第一旅”常被用於稱呼活躍在利比亞東部，“利比亞之盾旅”中的伊斯兰主义派系。
蓋達組織领导者阿布德·穆哈希乃·利比，也称阿里·阿布·贝克尔或易卜拉欣·坦塔什，一直活跃在利比亚西部，曾在2014年4月攻下特種部隊基地“27营”，但又在8月被奪回，在“第27营”周圍的宗教武裝，據稱是蓋達組織與“利比亞之盾旅”中的一部分分支。“伊斯蘭馬格里布蓋達組織”（AQIM）与蓋達組織之間的关系并不清楚，也不清楚他们与其它利比亞宗教武装的关系。“伊斯蘭馬格里布蓋達組織”活跃在费赞地区，尤其是边界地带。

### 世俗武装
世俗武装主要是忠于哈福特的利比亚国民军，包括空军、海军和陆军。
在的黎波里机场之战后，津坦與环奈富塞地区的联盟变得突出。因为机场安全部队有很大一部分招募自津坦。津坦民兵在“津坦革命军事委员会”领导下，包括：
- 卡卡旅（英语：Al-Qa'qa' ibn 'Amr al-Tamimi）
- 閃电旅
- 城市旅

的黎波里机场的机场安全部队大多与津坦旅集群有关。
沃什法纳，位于的黎波里的西南部，當地部落民兵在世俗武装中扮演的角色越来越重要，在2014年8月5日重新攻下了“第27营”基地。沃什法纳也与扎维耶自2011年起開始长期的部落冲突。此外扎维耶的立場一直摇摆不定，在2014年8月時扎维耶是與宗教武装结盟，但11月時也有傳出扎维耶部族公开脱离「利比亞黎明」的消息。
“利比亚之盾旅”中一支民族武装没有同其它部队一起参加宗教武装，也不清楚他们是否加入世俗武装。他们被称为“利比亚之盾第二旅”。来与加入宗教武装的“利比亚之盾旅”派系区别。当然，“利比亚之盾第二旅”这个称呼并不清楚是否被广泛使用。

## 战争进程
2014年利比亚内战大致目前可分为两个阶段，第一阶段自2014年5月16日哈福特将军发起“尊严”行动到2015年1月18日政府军宣布停火，战斗主要发生在利比亚西部。第二阶段自2015年1月18日开始，自2014年10月占领德尔纳后，伊斯兰国的势力开始渗透进利比亚，并发动一系列恐怖袭击，而政府军也开始进攻被伊斯兰国控制的德尔纳，而利比亚首都的黎波里等地也接连有恐怖袭击发生。战斗也扩散到利比亚全境。

### 第一阶段

#### 「尊嚴」行動
2014年初，利比亚由2012年選出的大国民议会（GNC）实际执政。不久，意识形态为伊斯兰主义的政黨公正与建设党便勝過佔大多數的中間派和自由派，控制了大国民议会，在2013年6月選出努里·阿布·赛赫民為大国民议会主席。塞赫民被指控濫权压制言论与调查。而国民议会在2013年12月投票實行伊斯兰教法。并拒绝在任期结束的2014年1月解散，单方面扩大自己的权力，將任期延長18個月直到2014年年底。在2014年2月一場失敗的政變當中，前卡扎菲政权的退休将领哈利法·贝加斯姆·哈福特将军要求国民议会立即解散，并组建看守政府和总统委员会来监督新的选举。国民议会拒绝了他的要求。两个月后冲突爆发，效忠哈福特的部队于2014年5月16日对班加西的伊斯兰武装发动了代号为「尊严」（英語：Operation Dignity）的大规模空中与地面攻势。
2014年5月16日，一支忠于哈福特将军的部队袭击了班加西内的宗教民兵基地，这支部队拥有战斗机、直升机与地面武装，攻击持续到所有宗教民兵组织都被清除为止。接着，当哈福特的军队开始与“2月17日烈士旅”和“利比亚之盾第1旅”的联盟以及“伊斯兰教法虔信者”在班加西西南的西迪费赖季与哈瓦裏激战时，哈福特本人将这次行动称为“尊严”行动。战斗持续到哈福特的军队于16日下午从西迪费赖季撤走为止。隔天，“2月17日烈士旅”与“拉法拉-塞哈蒂”的民兵返回了之前他们被夺走的基地。利比亚政府之后举行了一场新闻发布会，谴责哈福特的行为是“一场不合法的政变”。而哈福特则在5月17日回复称自己是发动“一场大规模行动，旨在将恐怖分子赶出班加西”。
两天后哈福特的部队试图在的黎波里解散利比亚国民议会。这次冲突阻止了国民议会抵制2014年6月25日的新选举的想法，这次选举决定由利比亚国民代表大会取代国民议会，而伊斯兰主义者在这些选举中惨败。伊斯兰主义者認為選舉投票率（18%）過低，拒絕承認選舉結果。冲突在7月13日升级。的黎波里的伊斯蘭主義者和米苏拉塔人为主的武装组织发动利比亚黎明行动以控制的黎波里国际机场，經過41天與津坦旅的战斗，在8月23日攻陷了机场。
机场被攻陷的两天后，部分抵制2014年6月大选的国民议会议员逕行開會，成立新的利比亚大国民议会，會中並自行投票取代剛選舉結束的利比亚国民代表大会，以的黎波里為首都，總統為努里·阿布·赛赫民，總理為奥马尔·哈斯。結果大部分国民代表大会成員被迫遷到托布魯克为中央政府所在地，與哈福特的部隊協商，最終提名哈福特為參謀總長。11月6日，位於的黎波里的利比亚最高法院宣布利比亚国民代表大会的选举是違憲与无效的，要求国民代表大会立即解散并宣布其颁布的法令无效。国民代表大会認為該判決是在新國民議會的威脅下所做出的判決而拒絕解散。
5月18日忠于哈福特的部队用车载防空机枪、迫击炮和火箭弹袭击了利比亚国民议会所在的大厦，一名利比亚宪兵队指挥官并宣读了一份由哈福特起草的宣布议会暂停的声明。冲突于5月18日傍晚开始于国民议会大厦，之后扩展到了几个街区，一直到深夜才平息。之后宪兵司令穆赫塔尔·费尔纳纳宣布由制宪委员会取代了利比亚国民议会。

#### 宗教武装的反擊与新国民议会的成立
自5月19日起，利比亚国内开始形成拥护与反对制宪委员会的两派，先是利比亚国民军特种部队宣布全体效忠制宪委员会。之后40名原国民议会成员、海军的首脑、空军与陆军均宣布支持制宪委员会。而几个宗教武装，“马努斯伊姆之狮”、“利比亚革命空间”与“伊斯兰教法虔信者”都反对这个委员会。一些宗教武装如“利比亚之盾中部旅”则在首都附近与政府军对峙。尽管如此，在5月22日至31日利比亚仍有不少人上街进行支持哈福特的游行。而各宗教武装与政府军也发生一些零星的交火，同时，在制宪委员会内部，总理艾哈迈德·马蒂格与外长阿卜杜拉·萨尼之间出现权力斗争。最后，利比亚最高法院宣布马蒂格的选举违法。而受到伊斯兰主义者支持的新的国民议会于6月25日开始众议院选举，使得利比亚出现两个政府对立的局面。

#### “利比亚黎明”行动与冲突升级
7月13日“利比亚革命空间”与一些以米苏拉塔籍人为主的部队发动一场代号为“黎明行动”的针对的黎波里国际机场的攻势。战役开始时，他们便获得其它来自米苏拉塔、的黎波里和扎维耶的民兵支援，另有詹祖尔骑士、阿马齐格联盟等几个宗教武装和奈富塞山一带民兵的加入。第二天，班加西和的黎波里发生了政府军与民兵的冲突并迫使的黎波里机场关闭。而一支民兵部队尝试从守卫机场的津坦民兵部队手中夺取机场。双方都被互指对方是政府雇佣的。战斗造成机场内90%的飞机被摧毁，并使附近一座油库在7月27日被火箭弹击中，造成600万升石油与附近液化气储存设施起火。而班加西亦于7月29日遭到宗教武装攻击。7月30日，公正与建设党的党主席穆罕默德·萨万声明支持宗教武装的行动。同日“伊斯兰教法虔信者”宣布在班加西建立“伊斯兰酋长国”8月2日，的黎波里国际机场再度爆发冲突，接下来的几天，数枚导弹随机落在机场路和附近地区。8月11日政府军开始封锁班加西港，并在两天后决定要求“利比亚革命空间”在2014年11月31日前解散和请求联合国与安理会在利比亚进行干预以保护平民与政府机构。8月16日宗教武装间就成立班加西革命者协商会议发生分歧，但仍迫使闪电旅特种部队于第二天放弃他们在班加西最后的基地，8月17日晚些时候，不明身份的飞机空袭了的黎波里内的一些地点。 的黎波里机场最终于8月23日被“利比亚之盾中部旅”攻下，防御的津坦民兵被逐到的黎波里以南90里开外。紧接着，“利比亚黎明”于9月攻下的黎波里中心，利比亚国民代表大会迁至托布鲁克。

#### 伊斯兰国渗透与僵持
自2014年10月起，冲突在利比亚西部进行，主要是在津坦民兵与“利比亚黎明”之间爆发。“利比亚黎明”在此过程中夺取了瓦迪亥（Wadi al-Hai）地区。之后，效忠于世俗武装的利比亚国民空军多次对被“利比亚黎明”控制的城市发动空袭。10月下旬，控制德尔纳的组织“伊斯兰教法虔信者”宣布效忠伊斯兰国。11月，出于对空袭米苏拉塔的回应，的黎波里法院对哈福特发出逮捕令。“利比亚黎明”于2014年12月发动"日升"行动以夺取包括锡德拉湾油库在内的一些石油设施。之后，尽管利比亚国家石油公司声明自己是政治中立且独立于党派，双方仍在那一带多次交火，2015年1月，世俗武装的军机在德尔纳轰炸了一艘希腊油轮，造成2名船员死亡。这导致土耳其航空被迫关闭通往利比亚的航线，成为最后一家关闭利比亚航线的外国航空公司。1月16日，“利比亚黎明”与以托布鲁克为首的世俗武装签订停火协议。

### 第二阶段

#### 伊斯兰国在利比亚的活动
自2014年10月占领德尔纳（见上节）后，伊斯兰国的势力便进入利比亚，并在的黎波里等地制造了一些恐怖袭击。但直到2015年1月发生在的黎波里旅馆的枪击事件后，其在利比亚的活动方受到重视。之后，“伊斯兰国”在2月初攻下苏尔特和一座附近的小城。2月15日，“伊斯兰国”斩首了21名埃及科普特人，埃及空军在几个小时内便以空袭德尔纳作为回应。2月23日，“伊斯兰国”的一支武装，"巴塔（Battar）"旅，对"利比亚黎明"和托布鲁克政府双边宣战。3月14日起“伊斯兰国”开始与"利比亚黎明"和托布鲁克政府在苏尔特交战。当“伊斯兰国”指挥官艾哈迈德·鲁伊西在与"利比亚黎明"的交火中身亡后。"利比亚黎明"趁势攻下苏尔特附近的瑙费利耶（Nofliyah）镇。托布鲁克政府亦在德尔纳对“伊斯兰国”发动一场进攻。出于对"利比亚黎明"的报复，“伊斯兰国”的两名枪手在4月13日袭击了位于的黎波里的韩国大使馆，造成2名保安死亡，1名人员受伤。并于6月在德尔纳斩首一名利比亚国民军士兵。7月中旬，“伊斯兰国”打退了"利比亚黎明"对苏尔特的进攻并攻下一座小镇。美军于11月15日在利比亚首次展开空袭行动，炸死“伊斯兰国”利比亚分支二号人物阿布·那比尔。
2016年1月7日，兹利坦的一处军营被“伊斯兰国”利比亚分支使用汽车炸弹袭击，造成70人死亡，100多人受伤。
2016年5月，支持民族團結政府的部隊向伊斯兰国發起蘇爾特攻勢，至12月完全收復蘇爾特。

#### “利比亚黎明”与托布鲁克政府二次冲突
2015年1月16日，尊嚴行動和利比亞黎明派別同意停火。2016年民族團結政府成立前，利比亞是由兩個獨立的政府（利比亚国民议会和利比亚国民代表大会）分治，的黎波里和米蘇拉塔忠於利比亞黎明和設於的黎波里的利比亚国民议会，而國際社會承認的阿卜杜拉·薩尼政府及議會（利比亚国民代表大会）位於托布魯克。
在2015年2月15日埃及对德尔纳的空袭中，托布鲁克政府的军机也参与了这次行动。此事引起了“利比亚黎明”的抗议。因此在2月23日，托布鲁克政府暂停与“利比亚黎明”的对话。同时，与托布鲁克政府联盟的津坦民兵和与“利比亚黎明”联盟的沃什法纳民兵在阿齐齐亚地区交火。尽管如此，在锡德拉湾油区，参与“日升”行动的“利比亚黎明”部队和当地的托布鲁克政府民兵达成一项协议，共同对抗伊斯兰国。8月初，利比亞國民軍在艾季达比耶与宗教武装发生交火。10月23日，班加西的数百名民众於抗议联合国计划支持建立新利比亚联合政府和平协议的集会上遭到迫击炮击，造成6人死亡。

#### 组建民族团结政府
由于利比亚局势恶化，联合国逐步加大斡旋力度，数次主持召开利比亚问题国际会议。2015年12月，利比亚各派在摩洛哥签署《利比亚政治协议》，设立总理委员会，并由其组建民族团结政府，总部设在的黎波里。2016年初，总理委员会两次向国民代表大会提交民族团结政府名单草案，但均遭否决。民族团结政府始终未得到国民代表大会承认。

### 2017年
2017年5月，发生布拉克·沙提空軍基地袭击事件，支持托布魯克政府的利比亞國民軍在利比亞南部的布拉克·沙提空軍基地遭到支持民族團結政府的敵對武裝組織襲擊，造成141人喪生。
2017年5月2日，哈夫塔尔在阿布扎比会见了总理法耶兹·萨拉杰，双方在那里进行了两小时的会谈，据称会谈取得了进展。在阿尔及尔举行的记者招待会上，外交部长穆罕默德·塔哈·西阿拉表示，如果哈夫塔尔承认民族团结政府而不是國民代表大會，他将承认哈夫塔尔为利比亚军队最高指挥官。这一声明在的黎波里引起了批评。
2017年7月，利比亚国民军击败了剩下的伊斯兰势力，结束了长达近三年的班加西战役。同月5日，國民軍完全控制班加西。
2017年12月17日，哈利法·哈夫塔尔将军宣布“所谓的”《利比亚政治协议》无效。

### 2018年
2018年4月11日，正当尊严行动部队开始准备攻击被围困的德尔纳时，世界各地的许多报纸报道，哈夫塔尔患严重的脑淤血，据报已被送往巴黎的一家医院。4月26日，哈夫塔尔在去巴黎近三个星期之后终于返回班加西。
2018年5月2日，發生的黎波里国家选举委员会襲擊事件，两名伊斯兰国武装人员袭击了的黎波里国家选举委员会总部，随后被警察包围，造成至少12人死亡。
2018年5月7日，德尔纳战役开始。经过7周零3天的战斗，该市于2018年6月28日落入利比亚国民军手中。
2018年9月，亲民族团结政府和亲哈夫塔尔的部队之间发生了新的冲突。
2018年9月11日，伊斯兰国在的黎波里对国家石油公司发动袭击。
2018年11月，利比亚主要政治人物出席了为期两天的巴勒莫会议，试图解决目前的冲突，但没有取得任何突破。
2018年12月19日，在12月初数次进入米苏拉塔区后，利比亚国民军参加了萨达达城堡战役。

### 2019年
2019年1月16日，利比亚国民军将部队转移到南部，以确保油田的安全。
2019年4月，利比亚国民军一直向西推进，4日到达了的黎波里以南约80公里处，与民族團結政府发生了小规模冲突，利比亚国民军成功控制的黎波里国际机场。利比亚国民军同时也在的黎波里西部活动，试图关闭通往突尼斯的道路。严重冲突的威胁促使联合国推迟计划在该市举行的和平会议。5日，聯合國秘書長古特雷斯飞往班加西会见哈利法·贝加斯姆·哈福特試圖斡旋。6日，民族團結政府战机从米苏拉塔空军基地起飞，对的黎波里以南约50公里的两处利比亚国民军阵地进行了三轮轰炸。鉴于局势恶化，美国和印度纷纷撤出驻扎在利比亚的军事人员，他們曾經的任務是打擊曾經佔領利比亞北部部分地區的伊斯蘭國武裝。
從4月初西利比亞攻勢開始至4月14日，已有121人在衝突中喪生。
4月15日，民族團結政府在的黎波里以南艾因札拉通过便携式防空导弹击落了一架属于利比亚国民军的米格-21战机。同时利比亚国民军领导人哈利法‧哈夫塔尔则前往开罗，争取埃及总统塞西的支持。
4月19日，美國態度不定也對利國內戰頗有影響，美國自從駐利比亞大使被殺恐攻事件後，便態度趨於謹慎，僅聲明打擊與派美軍利比亞協助掃蕩ISIS，而不明確站邊，直到此日，美國才有較重大的聲明與行動；美國白宮發布聲明表示「特朗普「承認哈夫塔在對抗恐怖主義，以及確保利比亞石油資源，扮演重要的角色，兩人並討論對於利比亞過渡到一個穩定、民主政治體制的共同願景」」，意即利東叛軍哈夫塔將軍與美國總統川普通話，時間是在4月15日，而他顯然將此視為美國支持己方利國東部叛軍武裝統一全國的支持，但事實並非如此，雙方(利比亞政府軍與哈夫塔的軍隊)雙方大戰到一半，由於比亞內戰死傷嚴重，不斷升級的人道危機引發國際關注，隨後引發美、英、法、埃及、阿拉伯聯合大公國及義大利16日罕見的做出發表聯合聲明的舉動，力促利比亞衝突兩造即刻停戰，並警告恐怖組織可能趁其政治真空，干涉內政，導致更多混亂，並強烈反對雙方血腥的廝殺，其中美國默許美國的傭兵公司接單、派遣傭兵與哈夫塔叛軍作戰的行為，但在2020年卻又公開反對土耳其派遣軍力支援利比亞政府軍對抗哈夫塔叛軍，因此可以基本判斷美國政府態度搖擺不定、不太想站邊，但又怕事態升級，因此對利比亞內戰問題左右為難。
12月19日，利比亚国民军对民族团结政府军队在米苏拉塔的多个阵地发动10多次空袭，导致民族团结政府军大约25人死伤。

### 2020年
1月2日，土耳其国会通过法案，批准土耳其军队进驻利比亚，支持利比亚的民族團結政府，但要利比亞偿还内战开始前所欠的土耳其的27亿美元债务。而與民族團結政府敵對的利比亞國民代表大會則宣布與土耳其斷交。
1月6日，哈利法·贝加斯姆·哈夫塔尔的利比亞國民軍宣佈攻佔蘇爾特。
1月11日，哈利法·贝加斯姆·哈夫塔尔宣布停火，次日，民族團結政府亦宣布停火。
1月18日，為抗议土耳其决定派军支援民族團結政府，哈利法·贝加斯姆·哈夫塔尔的部队封锁利比亞主要石油出口港，將造成利比亚原油出口减少一半以上。
1月19日，俄罗斯总统普京、土耳其总统埃爾多安和法国总统马克龍等人在德国柏林进行峰会商讨利比亚内战危机，与会领袖承诺停止干涉内战，并遵守联合国的武器禁运令。
4月13日，民族团结政府军队夺回了塞卜拉泰，同时缴获了利比亚国民军的装甲车和武器。
5月9日，的黎波里的米提加国际机场遭到利比亚国民军80余枚导弹袭击，造成多辆汽车和客机损毁，机场客运大楼以及停机坪受损，数名平民伤亡。
6月4日，民族團結政府宣布已控制整個的黎波里，利比亞國民軍已從首都地區全部撤離。随后双方在苏尔特一带僵持不下。
8月，民族团结政府和国民代表大会相继宣布停火，9月，团结政府总理法耶兹·萨拉杰宣布将在10月底前辞职。
10月19日起，利比亞交戰双方在瑞士日内瓦展開谈判，23日，雙方在最终停火协议上签字，停火協議立即生效。當天，一架客机从的黎波里飞抵班加西。這是一年多来首次有客機在利比亞東西部之間飛行。11月13日，利比亚冲突双方同意于2021年12月24日举行利比亚总统和议会选举。
10月23日，民族團結政府與利比亚国民代表大会達成最终停火协议。11月，雙方在突尼斯举行的政治对话期间，同意2021年12月举行利比亞总统和议会选举。但之後利比亚议会和总统选举被无限期推迟。

### 2022年
2月10日，利比亚国民代表大会投票选举法西·巴沙加为新总理，並準備讓其接替時任民族團結政府总理阿卜杜勒·哈米德·德贝巴。但阿卜杜勒·哈米德·德贝巴拒絕讓權。3月3日，国民代表大会在苏尔特成立了对立的“民族稳定政府”，并推选巴沙加为总理。5月17日，法西·巴沙加的黎波里，但他的抵达引发了新一轮冲突。不久法西·巴沙加離開的黎波里。
7月，隸屬內政部的特種威懾部隊（RADA）和由阿布拉斯（Ayoub Abu-Raas）領導的的黎波里旅在黎波里的al-Farnaj社區爆發激烈槍戰，造成多人死傷。7月21日，的黎波里阿布沙立姆（Abu Salim ）區實施緊急狀態。
8月26日晚，民族团结政府和国民代表大会的武装在的黎波里多个地区发生冲突，造成23人死亡、140人受伤。

### 2023年
一名隶属于民族团结政府国防部武装力量的指挥官被总统委员会的武装力量扣押，两支武装力量随后于8月14日晚在的黎波里的艾因扎拉区爆发冲突，造成27人死亡、106人受伤。200余个家庭从冲突地区撤离。8月15日，冲突双方停火。

## 停火努力
自2014年战争爆发以来，联合国利比亚支助特派团（以下简称联利支助团）自2011年因2011年利比亚内战成立后，也在2014年利比亚内战中促成2015年1月停火协议。尽管协议最终因埃及军事干涉而破产，但在2015年上半年，联利支助团仍成功建立了一系列不同的协商途径以促使利比亚敌对的两个政府和其民兵达成和解，并于2015年6月拟定一份和平草案。一周后，联利支助团向双方提议在摩洛哥讨论这一草案。但被的黎波里政府拒绝。于是托布鲁克政府及其他派别在7月11日达成一份不包括的黎波里政府在内的停火协议。而利比亚西部的一些城市如米苏拉塔、扎维耶、津坦等，早在2015年6月达成一些和平协议，包括停止战争、交换俘虏、疏通道路及一些关键路线，并将参与交战双方的部队撤回至自己城市的行政边界。2016年1月19日，利比亚民族团结政府成立。

## 戰爭影響
至2015年2月為止，內戰已經造成可觀的破壞和混亂。斷電頻繁，幾乎沒有商業活動，來自石油的收入減少了90％。超過3,000人在內戰中喪生，一些消息來源聲稱近三分之一的利比亞人口已經逃往突尼西亞成為難民。

## 国际反应
- 阿尔及利亚：在2014年5月，阿尔及利亚军方声称他们破获一次从邻近利比亚的塔曼盖塞特省发起的恐怖袭击。[249]之后，阿尔及利亚军队被指进入利比亚并攻下其东部的一块区域。[250]但阿尔及利亚官方否认此事，[251]2014年5月18日，因驻利比亚大使遭绑架威胁，[252]阿尔及利亚关闭大使馆并将使馆人员撤回。三天后，阿尔及利亚在与利比亚边境部署5万名士兵以监控可能的非法入境活动。[253]直到8月中旬，阿尔及利亚打开边界以方便滞留在利比亚的埃及人返回埃及。[254]